# زاتی
زاتی (به انگلیسی: Bonnet macaque) گونه‌ای از ماکاک بومی جنوب هند است. پهنه زندگی آن توسط اقیانوس هند از سه طرف و رودخانه‌های گوداواری و تاپتی، همراه با گونه شبیه به آن ماکاک رزوس در شمال محدود شده‌است. تغییرات کاربری اراضی در چند دهه اخیر منجر به تغییر در مرزهای پراکندگی آن با ماکاک رزوس شده‌است که باعث نگرانی در مورد وضعیت آن در طبیعت گشته‌است. ماکاک کاپوت روزگشت، درخت‌زی و زمین‌زی است. طول سر بدن نرها ۵۱٫۵ تا ۶۰ سانتی‌متر (۲۰٫۳ تا ۲۳٫۶ اینچ) با دم ۵۱ تا ۶۹ سانتی‌متر (۲۰ تا ۲۷ اینچ) است در حالی که ماده‌ها ۳۴٫۵ تا ۵۲٫۵ سانتی‌متر (۱۳٫۶ تا ۲۰٫۷ اینچ) با ۴۸ تا ۶۳٫۵ سانتی‌متر دارند. (۱۸٫۹–۲۵٫۰ اینچ). وزن نرها ۵٫۴–۱۱٫۶ کیلوگرم (۱۲–۲۶ پوند) و ماده‌ها ۲٫۹–۵٫۵ کیلوگرم (۶٫۴–۱۲٫۱ پوند) است. می‌تواند تا ۳۵ سال در اسارت زندگی کند.
زاتی از میوه‌ها، مغزها، دانه‌ها، گل‌ها، بی مهرگان و غلات تغذیه می‌کند. زاتی از غذای داده شده توسط انسان تغذیه می‌کند و به محصولات و خانه‌ها حمله می‌کند.